# A.S. Dragon
Pour les articles homonymes, voir AS Dragon.
A.S. Dragon est un groupe de rock français.

## Biographie
Lié à l'histoire du label Tricatel, A.S. Dragon est formé par son fondateur Bertrand Burgalat en tant que groupe d'accompagnement pour l'écrivain/poète/chanteur Michel Houellebecq en 1999),. Pour l'anecdote, on trouve dans le groupe plusieurs anciens membres de Montecarl, dont le chanteur, Philippe Uminski, est un ami d'enfance de Romain Humeau, le chanteur d'Eiffel, qui a également débuté en tant que « backing band » de Houellebecq. Après avoir assuré la tournée de Houellebecq, A.S. Dragon enchaîne celle de Burgalat, qui donnera lieu à un album live : Bertrand Burgalat Meets A.S Dragon. Les musiciens collaborent ensuite avec plusieurs chanteurs aux influences musicales proches des leurs, comme Alain Chamfort et Jacno.
Mais le groupe est frustré de ne pas avoir d'existence propre, et décide alors de recruter la chanteuse Natacha Le Jeune, avec qui A.S. Dragon enregistre deux albums, toujours pour Tricatel : Spanked en 2003,,, puis Va chercher la police en 2005 chez Naïve Records,,.
En mai 2007, A.S. Dragon annonce un album à paraître sans la participation de Natacha. Ils  choisissent donc de recruter la ou les prochaines voix de cet opus via leur blog Myspace, mais à part une reprise de Claude François, ce projet n'aboutit pas. A.S. Dragon est alors en « sommeil ». Deux des principaux musiciens, Hervé Bouétard (batterie) et Stéphane Salvi (guitare) tentent une nouvelle expérience avec un nouveau groupe nommé Control Club. Un album, intitulé Morphine Ballroom, sort en mars 2009 sous le label DiamondTraxx, enregistré par le musicien Benjamin Diamond,,. Natacha, un temps rejointe par Mickaël Garçon (claviers), forme le groupe Oh La La ! et enregistre un album du même nom.
Après Judo, un trio de power pop réunissant Hervé Bouétard et Stéphane Salvi, qui retrouvent Fred Jimenez le temps de quelques concerts, l'A.S. Dragon reprend du service en 2012 sous sa forme initiale, c'est-à-dire en backing band de Bertrand Burgalat qui sort l'album Toutes directions au label Tricatel,,. Peter Von Poehl, ancien membre d'A.S. Dragon, a depuis commencé une carrière solo. En 2015, David Forgione est à la basse sur l'EP de Fleur Offwood.

## Style musical
Les membres fondateurs d'A.S. Dragon sont surtout influencés par la pop des années 1960—1970, et on retrouve dans leurs compositions les mélodies sucrées, les arrangements soignés et le psychédélisme typiques du genre[réf. nécessaire]. Mais l'arrivée de Natacha dans le groupe va élargir leur horizon musical puisque celle-ci se revendique comme une Iggy Pop féminine et va multiplier les références aux Stooges, que ce soit dans la musique (son agressif), dans les textes (la chanson I Wanna Be Your Doll rappelle I Wanna Be Your Dog).

## Membres

### Membres actuels
- Stéphane Salvi — guitare
- Michaël Garçon — clavier
- David Forgione
- Hervé Bouétard — batterie

### Anciens membres
- Natacha Le Jeune — chant (1999—2007)
- Fred Jimenez — basse